# Óscar Arias
Óscar Arias Sánchez (sinh ngày 13 tháng 9 năm 1940) là Tổng thống Costa Rica từ 1986 đến 1990 và từ 2006 đến 2010. Ông đã nhận được giải thưởng Nobel Hòa bình năm 1987 vì những nỗ lực chấm dứt cuộc khủng hoảng Trung Mỹ.